# Санитары-хулиганы
«Санитары-хулиганы», в другом переводе «Безалаберные»(англ. Disorderlies) — кинофильм.

## Сюжет
Уинслоу, племянник своего престарелого дяди Альберта, из-за постоянных проблем с деньгами хочет побыстрее овладеть состоянием родственника. Последний, однако, окружённый уходом со стороны отличных санитаров, и не думает умирать. Тогда Уинслоу решает для достижения своих целей нанять самых худших санитаров в округе и поручить им уход и присмотр за своим дядей. Уверенный в скором обогащении, он и не заметит, как трое парней и Альберт станут друзьями.

## В ролях
- Марк Моралес[англ.] — Марки
- Даррен Робинсон — Баффи
- Дэймон Уимбли — Кул
- Энтони Гири — Уинслоу
- Ральф Беллами — Альберт
- Трой Байер — Карла